# Дйондо Діарасуба
Дйондо Діарасуба (д/н — 1848) — останній фаама (володар) держави Нафана у 1815/1820—1848 роках.

## Життєпис
Походив з династії Діарасуба. Син або онук фаами Доссо. Між 1815 та 1820 роками успадкував владу. Продовжив війну проти держави Кабадугу, що завершилася поразкою й загибеллю Дйондо. Столицю Нафани — Тійєфолу — зруйновано.